# Subaru R-2
El Subaru R-2 (スバル・R-2, Subaru Āru Tsū) és un model d'automòbil lleuger o kei car produït pel fabricant d'automòbils japonés Subaru entre els anys 1969 i 1973.

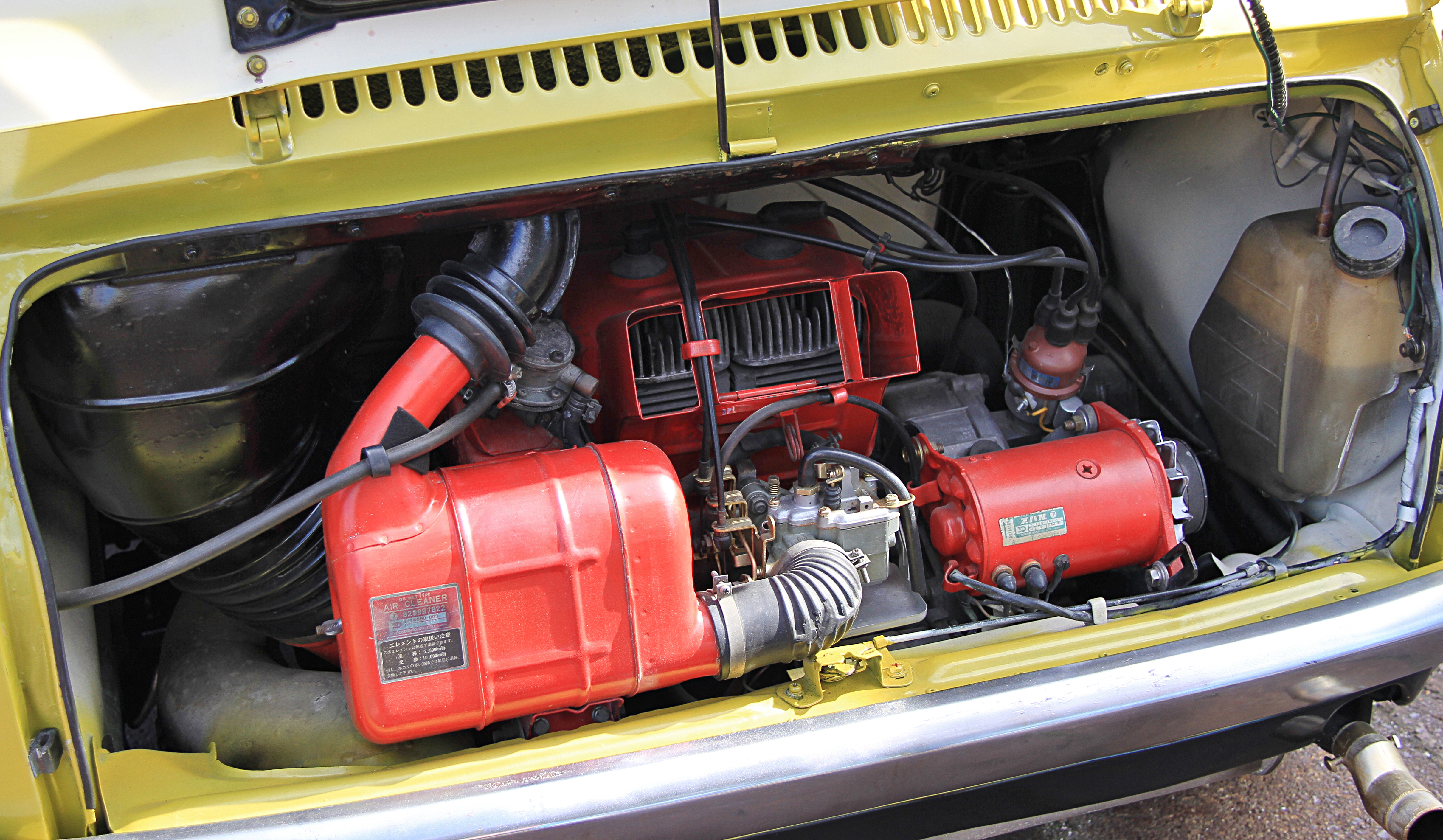
Motor EK33 (1969-1971)

Fou creat com a reemplaçament del ja antiquat Subaru 360, tot i que mai aconseguí sobrepassar aquest i fou ràpidament substituït pel Subaru Rex. Quan el model fou presentat el 8 de febrer de 1969, Subaru prengué fins a 25.000 peticions de compra en només un mes; finalment, el 15 d'agost del mateix any, el R-2 sortí a la venda. Inicialment, el model equipava la motorització del Subaru 360, el propulsor bicilíndric EK33 refrigerat per aire i que produïa 31 cavalls de potència (cv) instal·lat a la part posterior del vehicle.

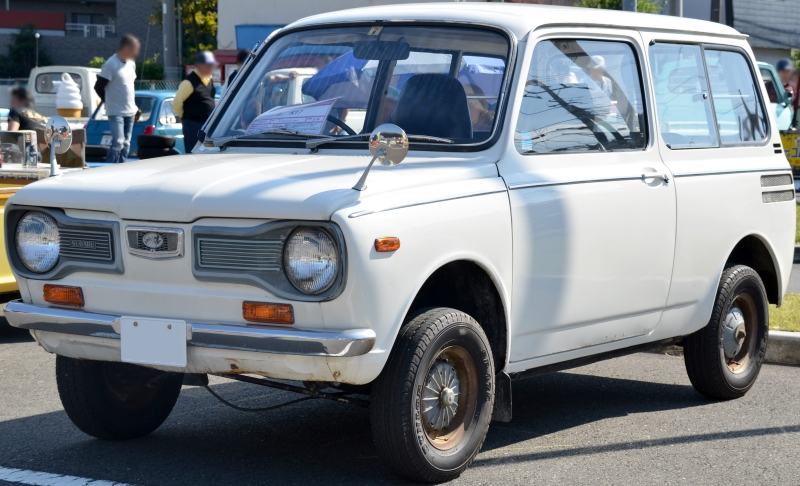
R-2 Van

El 16 de febrer de 1970, tot i que el model inicial era un hatchback de dues portes (codi K12), fou presentat el nou model "R-2 Van", amb carrosseria familiar de tres portes (codi K41); la variant Van equipava el mateix motor però amb menys cavalls, 26 cv. El 18 d'abril del mateix any sortiren al mercat els nivells d'equipament SS i Sporty Deluxe; el 5 d'octubre s'inicià la comercialització de la terminació GL.

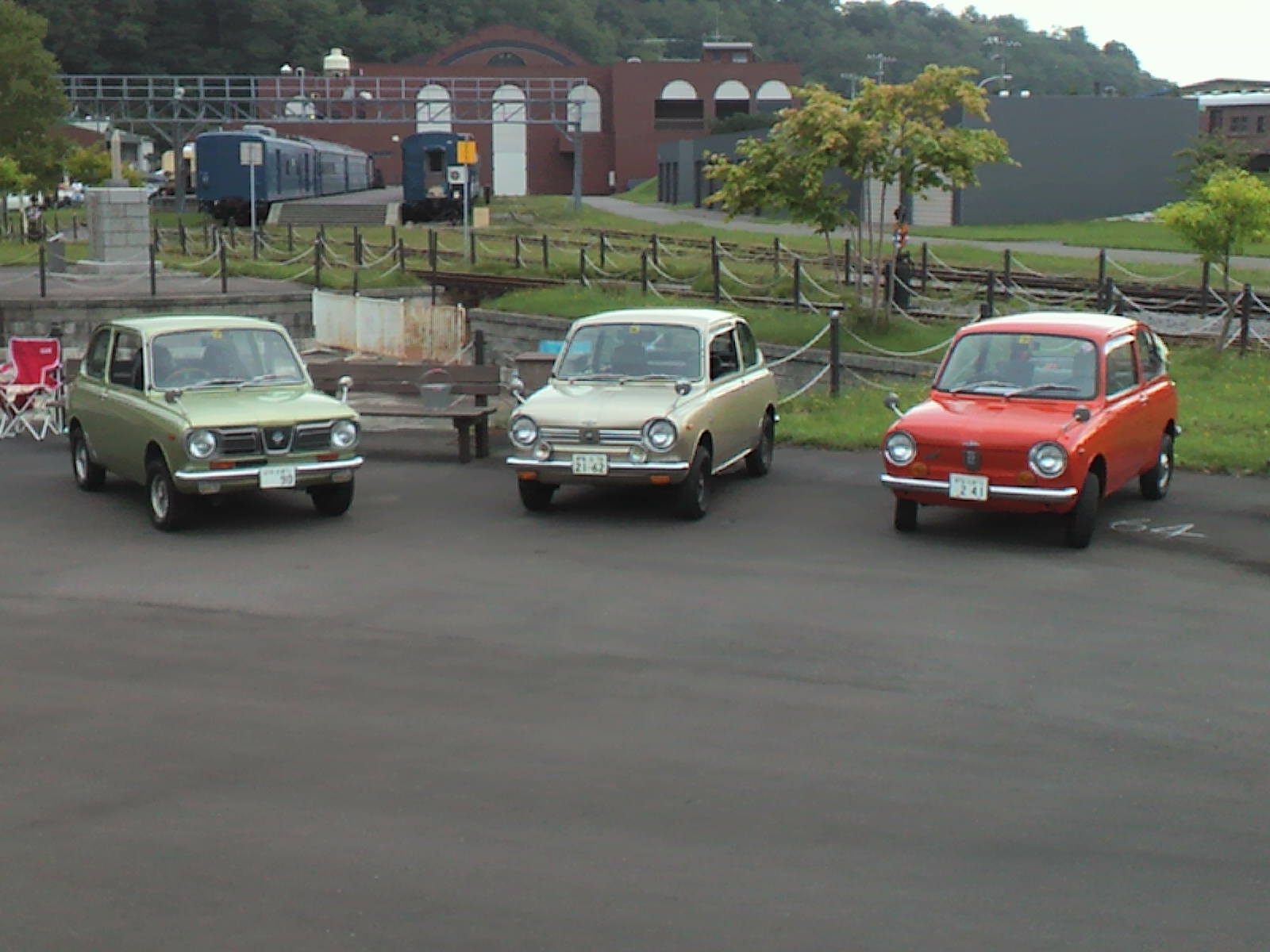
Els tres redissenys estètics de l'R-2

El 8 de febrer de 1971 fou presentada la segona sèrie de l'R-2, consistent en un lleuger redisseny estètic i mecànic; s'afegí una falsa graella frontal (el motor continuava sent posterior) i la versió SS amb motor de carburador de doble cos fou eliminada del catàleg. El 7 d'octubre el model patí una sèrie de canvis: el vell motor refrigerat per aire canvià a un de nou refrigerat per aigua (les unitats equipades amb aquest motor passarien a ser conegudes amb el distintiu L); s'afegí una nova falsa graella frontal encara més gran, semblant a la del Subaru Leone, i un nou model esportiu amb carburador de doble cos fou presentat: el GSS. No obstant aquests canvis, l'antic motor refrigerat per aire continuà produïnt-se un any més.
El 15 de juliol de 1972, amb la sortida a la venda del Subaru Rex, el nou motor refrigerat per aigua (EK34) passà a equipar-se en el nou model i no al R-2; des d'aleshores, l'únic motor disponible fou l'inicial refrigerat per aire (EK33). A les darreries del desembre d'aquell any finalitzà la producció del model, comercialitzant-se des d'aleshores només unitats en stock.
La comercialització del model (berlina i van) finalitzà el febrer de 1973 amb un total de 289.555 unitats fabricades a la planta d'Ōta, a la prefectura de Gunma. L'R-2 fou substituït en la gama pel nou Subaru Rex, un hatchback de quatre portes. En la sèrie d'animació Quedes detingut, és el cotxe del personatge Natsumi Tsujimoto; al film Records de l'ahir de l'Studio Ghibli, el model també és protagonista. Tot i que sense cap relació, l'R-2 tingué un successor espiritual en el Subaru R2, un kei de cinc portes presentat el 2003.